# ボボボーボ・ボーボボ 奥義87.5 (ハナゲー) 爆烈鼻毛真拳
『ボボボーボ・ボーボボ 奥義87.5（ハナゲー）爆烈鼻毛真拳』は、2002年12月19日にハドソンから発売されたコンピュータゲームである。

## 概要
漫画『ボボボーボ・ボーボボ』を原作に、ゲームボーイアドバンスで発売された。『ボボボーボ・ボーボボ』の初のゲーム作品である。
本ゲームはターン制の戦闘システムを搭載。攻撃選択を出来るのはボーボボだけであり、後の設定した戦闘キャラはオート。攻撃を行う際にはストーリー内で習得したワードをルーレットで最大5つまで繋げることで攻撃力及び単体攻撃を全体攻撃かを決定し、それによって原作で使用されたギャグが完成すると通常より強力な攻撃になる。なお、このゲームによって漫画が打ち切りを回避出来たとの事。
ストーリーは原作で言う軍艦編までと、原作においてつけものの故郷として存在のみが言及されていた花の王国を舞台としたオリジナルストーリーで構成されている。

## ストーリー
マルハーゲ帝国が支配している西暦300X年の未来の地球を舞台に、マルハーゲ帝国の皇帝が自らの力を示すプロパガンダの為に、人類を丸坊主にするべく結成した毛狩り隊から、人類の髪の毛の自由と平和を守る為、鼻毛真拳の使い手であるボボボーボ・ボーボボと仲間たちは旅へ出る。

## 原作と異なる点
基本は原作での軍艦編までをベースとしているが、原作とは異なる点がある。以下はその例。
・過激な発言及び著作権に触れる可能性のある台詞の変更(例.「殺す」→「倒す」「ビックリマンシール」→「ビックソマソシール」)
前者にも後者にも該当はしていないが原作でビュティが言った「ページとりすぎだよ」はゲームに合わせて「ボタン押すの疲れるんだよ しかもデータのムダだよ」に変更されている。
・主にボーボボが戦闘する都合上、原作ではボーボボが戦っていなかったゲチャッピや6月7日以外の軍艦5人衆ともボーボボが戦うことになる。
・原作では戦闘シーンが無かったキャラクターも敵として登場する(例.ウサギのウサちゃんや軍艦5人衆のガム)。

## パラメータ
本作では『マメ』を使ってステータスを上昇することが可能。そのため経験値という概念がない。マメは様々な種類がある。
・普通のマメ：100個につき全ステータスを1上昇
普通のマメは本作での通貨でもあるため、買い物でも使用する。ハジケのパラメータが限界になるとステータスを上昇するのに使用出来なくなってしまう。
・銀のマメ：1個につき任意のステータスを5上昇
・金のマメ：1個につき任意のステータスを10上昇
・なぞのマメ：1個につき任意のステータスがランダムで上昇
ステータスは全部で5種類。
・ハジケ：HPが上昇する。体力に相応するHPはHAJIKE POINT(ハジケポイント)の略称。
・ツッコミ：攻撃力が上昇する
・ボケ：防御力が上昇する
・ダッシュ：素早さが上昇する。素早さはバトルでの行動順に影響する。
・奥義：ボーボボならルーレットの制限時間が延長されるほか「閉店」のスロットが出にくくなる。仲間なら融合技の威力が上がる。

## 戦闘システム
ボーボボとプレイヤーが選んだパートナーの2人で戦う。ボーボボの攻撃手段は鼻毛真拳。スロット形式でワードを組み合わせ、奥義を発動させる。赤色に点滅するものを組み合わせると強力な技が発動(例.マヨネーズ 戦争 勃発!!!! で全体攻撃が出来る「マヨネーズ戦争勃発!!!!」になる)。制限時間が過ぎたり、「閉店」のスロットを選択すると失敗するが、HPが僅かだが回復する。緑色に点滅するものを正しく組み合わせるとパートナー固有の融合技が発動するが、HPが低いと失敗する。制限時間はボーボボの『奥義』のパラメータを一定にまで上げることで延長可能。
スロットの決定方法は同時押しではなく、左に映っているボーボボが指している方角の十字ボタンを押してからAボタンを押すスライド入力でなければならない。これについてはチュートリアルでも解説される。

## ゲームモード
鼻毛伝説
本編。ボーボボを操作し、前述したように軍艦編までのストーリーをプレイする。
ハジケ祭り
通信対戦。
ハジケ道
鼻毛伝説で作ったワードのランキングが表示されている。

## 登場人物
ボボボーボ・ボーボボ
鼻毛を自在に操る事が出来る鼻毛真拳奥義伝承者。本作品の主人公。ダッシュ移動は「RX-1000」という「アフロチーム」の収納マシンになる。
ビュティ
ボーボボの仲間であり、ゲーム中の重要なツッコミ役。戦闘中に回復させたり出来る。
つけもの
本作品の序盤にて登場。その後ある場面にて再登場する。
首領パッチ
ハジケ村で出会うハジケリスト。バランスが良く、使いやすいキャラクター。
ヘッポコ丸
毛狩り隊によって壊された故郷の為に戦う少年。
ソフトン
ところ天の助
Aブロック隊長を務めるところてん。

## 本作オリジナルキャラ
名前、技、設定は読者募集で決定した。
フローラル井上
ティッシュの頭を持つ男。決め台詞は「風呂上りにはオレ」。
男女関係
非常口のマークに似た赤と緑の二人組。花魔王城の雑魚敵として登場する。技は「忍法　火事おこせ」。
おーい☆しゃぶ太郎
各地で行商をしている。魚の頭、鳥の胴体と翼、人間の足を持ち、関西弁を話す。あるイベントでボーボボと戦う。
ヒサエ
花魔王城の城主。天使の羽と輪っかを持つ少女。決め台詞は「ラブロマンスティーチャー」。
ロベルト
ヒサエの真の姿。スルメイカ。決め台詞は「お前も私もグラタンのようなものだ」。
超色男(ナイスガイ)
花魔王城の四天王の一人。悪魔の羽を持つ長髪の青年。決め台詞は「さようなら田中…」。ヒサエ同様、元々は原作の田楽マン編の次に登場させる予定のキャラだった。
ミャーサダハル
超色男の真の姿。ミレニアム真拳の使い手。「2000」と書かれた緑色の頭に手が生えている。口癖は「コバメシ！コバメシ！」。
大魔王メキソクダス
花魔王城の四天王の一人。牛のような頭を持つ怪物。

## 読者募集キャラ
『週刊少年ジャンプ』、『Vジャンプ』で募集された。全員雑魚敵として登場する。
あぶないねこやろう
二丁拳銃を持った人型の猫。耳はドリルで、角を折られると死ぬ。目からビームを出す。「ニュー」と鳴く。
こんぺいです
金平糖のような可愛らしい顔つきの生物。甘い性格の18歳で、カビと間違われると怒る。水をかけられると溶ける。
タコキャピラG2
タコのような頭を持つ戦車。5分に30cm走る。手が取れると死ぬ。
ちどりブタ
長い頭と胴体を持つ短足のブタ。頭と身体のバランスが悪く、千鳥足になる。弱そうな外見だが長生きする。必殺技は「鼻スタンプ」。
チョッキン
カニの貯金箱。夢は100万円貯めて宇宙へ行くことだが、最近不景気なので貯金が減ってしまった。
ミサイルおじさん
ミサイルにまたがり、よくスーパーに買い物に行ってるおじさん。花魔王城に生息している。近所の人から「暴音がうるさい」と注意されているらしい。
ゆっピー
ハート型の頭を持つ生物。じゃんけんで負けると蹴りかかってくる。頭の絆創膏で呼吸をしているらしい。技は「ゆっピーボンバー」。
ルンルン
妖精のような外見の少女。武器はフラワーステッキ。怒ると田楽マン以上の力を発揮する。
正義のヒーローオロオロマン
バーコード頭のおじさん。いつもオロオロしており、よく逃げる。正義のヒーローだが、今まで人の役に立ったことが無い。好きな物はメガネ。
太陽だんしゃく
スーツを着た太陽頭の男。お湯ゆで真拳の使い手で、ピーナッツを投げて攻撃する。
アトランタゴリン仮面
メガネをかけたタラコ唇の謎の生物。左手に剣を持っている。週1回エステに行く。頭のズラを取った相手にキスをする。
じゃんプの助
『週刊少年ジャンプ』のジャンプパイレーツによく似たキャラ。趣味は囲碁、カードゲーム、サッカー、笛、テニス、念。ライバルは「マガ男爵」。
ジョージくん
赤い頭に手足が生えた1頭身のキャラ。黄色いモヒカンが特徴。右手にワイングラス、左手に刀を持つ。元首領パッチのライバルで、現在はビュティに憧れている。
ダイコン刑事
パイプを咥え、山高帽を被った大根。とてもたくましく、どんな事件も数秒で解決する。綺麗好き。
チョビゲ
太陽の塔のような姿をしている。おとなしい性格で、いつもブツブツと何かを喋っている。笑った顔はすごく不気味らしい。
ナスビ
割り箸の足と尻尾を持つ茄子。性別は不明で、お盆の時によく見かける。草むらに隠れており、人懐っこい。
ニンニクマンII世
『キン肉マン』のパロディ。頭がニンニク。怒ると額に「臭」の文字が浮かび上がる。
ヘッパーガーディアン
三日月のような頭を持ったキャラ。戦歴は10勝5000敗。好物は牛タンで、密かに子持ち。武器は毒が塗られた槍。「ヘパパパ」としか喋らない。
モグリン
頭に花が咲いている卵状の生物。フラワー真拳の使い手で、毛のムチで攻撃する。
吉田さん
棒人間のような姿。「3」形の目とタラコ唇。頭に毛が1本生えている。65歳。手からビームを発射する。

## ミニゲーム
プルコギゲーム
お手本の通りにA、Bボタンを押す。
地獄の門（ヘルズ・ゲート）
トップビューのレースゲーム。障害物をジャンプでかわしながら、首領パッチを追い抜きゴールを目指す。名称は『ボボボーボ・ボーボボ 脱出!!ハジケ・ロワイアル』より。